# Michael Ruetz
Michael Ruetz (4. dubna 1940 Berlín – 2. prosince 2024) byl německý fotograf, umělec a spisovatel.

## Pozadí
Ruetz se narodil v Berlíně dne 4. dubna 1940. Jeho předci pocházeli z Rigy, kde pracovali jako tiskaři, novináři a vydavatelé. Poté, co navštěvoval školu v Brémách, Ruetz studoval sinologii, s japonologií a žurnalistickou jako vedlejší předměty, ve Freiburgu, Mnichově a Berlíně. Do roku 1969 pracoval na disertační práci o románu Nieh-Hai Hua od Ceng-P'u (1905). V roce 1975 Ruetz absolvoval jako externí student Folkwang Hochschule Essen.
Ruetz zemřel 2. prosince 2024 ve věku 84 let v německém srdečním centru v Berlíně.

## Kariéra
Ruetz byl členem redakce Stern v Hamburku od roku 1969 do roku 1973. Později byl OSVČ a pracoval jako a fotograf na volné noze. Od roku 1981 byl Ruetz smluvním autorem pro vydavatele Little, Brown & Co./New York Graphic Society, Boston, Massachusetts. V roce 1982 se stal profesorem komunikačního designu na Braunschweig University of Art a do roku 2005 vyučoval fotografii. Ruetz po dobu dvanácti let žil v Itálii, Austrálii a USA.
Ruetz byl jediným dědicem uměleckého díla německého fotografa Heinze Hajka-Halkeho a spravoval jeho majetek od roku 1983 do roku 2020. Organizoval velké retrospektivy Heinze Hajka-Halkeho v Centre Pompidou v Paříži v roce 2002, v Kunstbibliothek, Staatliche Museen zu Berlin v roce 2007, ve Versicherungskammer Kulturstiftung v Mnichově v roce 2008 a na Akademii umění v Berlíně v roce 2012.
Ruetz byl členem Deutsche Gesellschaft für Photographie (DGPh), Gesellschaft Deutscher Lichtbildner (GDL)/Deutsche Foto Akademie a Akademie umění v Berlíně. V květnu 2002 byl francouzským ministrem umění Jean-Jacquesem Aillagonem jmenován členem Ordre des Arts et Lettres.

## Dílo
Ruetz se poprvé stal známým díky svým fotografiím studentského protestního hnutí v západním Německu. Jeho portréty APO (mimoparlamentní opozice), která je nyní součástí německé fotografické historie, okamžitě skoupily velké noviny a časopisy v Německu i v zahraničí, včetně magzínů Time, Life, Der Spiegel a Stern. V roce 1968 Ruetz dokumentoval invazi sovětských vojsk do Československa (Pražské jaro) a informoval Stern o vojenské diktatuře v Řecku, stejně jako na Světovém festivalu mládeže a studentstva 1973 a Mezinárodním dni pracujících 1974 ve východním Berlíně. Později doprovázel Françoise Mitterranda na jeho volební kampani, po vítězství Salvadora Allendeho navštívil Chile a informoval o válce v Guineji-Bissau a o mnoha dalších mezinárodních událostech.
Poté, co strávil několik let ve Spojených státech a Austrálii, se Ruetz začal stále více soustředit na kulturně-historické a dokumentární projekty, jako je průzkum „vizuálního světa“ osobností jako Johann Wolfgang von Goethe a Theodor Fontane, a vznikaly série jako In Goethe's Footsteps, With Goethe in Switzerland, (S Goethem ve Švýcarsku), Já taky v Arkádii /Goethovy italské cesty, Fontaneovy procházky Prostřednictvím Marka Brandenburga. Následovalo rozsáhlé studium fenoménů evropských nekropolí.
Jeho práce po 80. letech se zabývají schopností vizualizace času a pomíjivosti. Projekty jako Second Sight, Timescape a The Perennial Eye, sestavené pod hlavním názvem Eye on Time, dokumentují proměnu povrchu světa v průběhu času. Na rozdíl od jednotlivých obrazových dvojic projektu Second Sight obsahuje Timescape fotografické sekvence vytvářené po mnoho let. Projekt se skládá z více než 300 sérií různých objektů. Fotografie již jasně ukazují, jak moc jsou lidé, místa, náměstí, domy a dokonce i příroda ve stavu změn. Co se však nemění, je geografický výhled každé fotografické série.

## Ocenění
- Fotokniha Kodak za Auf Goethes Spuren (Po stopách Goetha), Necropolis, APO / Berlín 1966–1969 a Land der Griechen (Země Řeků).
- 1979 – Schönstes Buch der Schweiz (Nejkrásnější švýcarská kniha) za dílo Mit Goethe in der Schweiz (S Goethem ve Švýcarsku)[9]
- 1969 – Německá cena za design
- 1979 – Cena Otto Steinerta
- 1981 – Cena Villa Massimo
- 2002 – Řád umění a literatury

## Výstavy

### Samostatné výstavy (výběr)
- 1969 Berlín, Galerie Mikro
- 1974 Hamburg, Kunsthalle, The World of Caspar David Friedrich
- 1975 Hanover, Galerie Spectrum
- 1975 Lissabon, German Institute
- 1976 Berlín, Bielefeld, Göttingen, Hamburg, Copenhagen and Munich, Necropolis
- 1977 Berlín, Landesbildstelle, Pictures from Germany 1968–1975
- 1979 Zurich, Helmhaus, In Goethe's Footsteps
- 1980 Düsseldorf, Goethe-Museum, In Goethe's Footsteps
- 1981 Houston/Texas, Benteler Galleries
- 1987 Carmel/California, Photography West Gallery
- 1989–1995 Kiel, Harburg, Rendsburg, Itzehoe, Buxtehude, Lüneburg, Flensburg, Neumünster, Ahrensburg, Preetz, Rostock and Schwerin, Me too in Arcadia
- 1992 Potsdam, Kulturhaus, Theodor Fontane
- 1995 Berlín, Deutsches Historisches Museum, Eye on Time
- 1996 Berlín, Willy Brandt Haus
- 1996 Hamburg, Museum für Kunst und Gewerbe, Eye on Time
- 1998 Berlín, Galerie Eva Poll, A Library for the Eye
- 1998 Berlín, Willy Brandt Haus, Reviewing an Era
- 1999 Greimharting, A Library for the Eye
- 1999 Palermo, Goethe-Institut, Goethe in Arcadia, Et me in Italia
- 2001 Kunsthaus Lempertz, Berlín, Cologne and Bruxelles, WindEye
- 2001 Cologne, Galerie Priska Pasquer, Timescape, a Palimpsest and The Sixties in vintage prints
- 2001 Kunsthalle Erfurt, WindEye, Timescape – 2 Picture Cycles
- 2005 Academy of Arts, Berlín, Eye on Time
- 2007 Berlín, Willy-Brandt-Haus, Eye on Eternity
- 2008 Berlín, Academy of Arts, Berlín, 1968. Die Unbequeme Zeit.[10]
- 2008 Barcelona, Goethe Institut Barcelona, 1968. Die Unbequeme Zeit.[11]
- 2008 Berlín, Deutsches Historisches Museum, Eye on Time.[12]
- 2009–2010 Helsinki, Goethe Institut Helsinki, 1968. Die Unbequeme Zeit
- 2010 Madrid, Goethe Institut Madrid, 1968. Die Unbequeme Zeit
- 2010 Tbilissi, Goethe Institut Tbilissi, 1968. Die Unbequeme Zeit
- 2010 Berlín, Eye on Life – Die unbequeme Zeit, Johanna Breede, Berlin.[13]
- 2011 Potsdam, Kunstraum Potsdam, Sichtbare Zeit II.[14]
- 2014 Berlín, Willy-Brandt-Haus, Portugal im Jahre Null
- 2015 Berlín, Galerie Pankow, Facing Time.[15]
- 2017 Boston, Goethe Institut Boston, Die Unbequeme Zeit.[16]

### Skupinové výstavy (výběr)
- 1968 Praha
- 1972 Kassel, Documenta V
- 1973, 1979 Essen, Folkwang Museum
- 1974, 1978 London, Institute of Contemporary Arts
- 1975 Essen, Haus Industrieform
- 1976 London, The Photographers' Gallery
- 1976 Vienna, Congress Amnesty International
- 1977, 1980 Munich Stadtmuseum/Fotomuseum
- 1979 Cologne, Galerie der DGPh
- 1980, 1981 Hamburg, Kunsthaus/Kunstverein and PPS-Galerie
- 1980, 1982 Washington, D.C., Sander Gallery
- 1980 Baltimore, Maryland, The Maryland Institute
- 1980 Berlín, Künstlerhaus Bethanien
- 1980 Munich, Stadtmuseum/Fotomuseum
- 1980 Kassel, Fotoforum
- 1980 Wolfsburg, Kunstverein
- 1981 Houston, Texas, Benteler Galleries und Rice University
- 1982 Cologne, Benteler Galleries
- 1982 New York, Photographic Art Dealers Convention
- 1983 Hanover, Galerie Spectrum
- 1985 Düsseldorf, Kunsthalle
- 1985 Zurich, Kunsthaus
- 1985 Rome, Deutsche Akademie/Villa Massimo
- 1987 Darmstadt, Kunsthalle
- 1995 Hanover, Kunstverein and Sprengel Museum
- 1997 Bonn, Kunsthalle der Bundesrepublik Deutschland
- 1998 Berlín, Haus am Waldsee, Die Römische Spur
- 1998 Düsseldorf, Galerie Zimmer
- 1998 Erfurt, Galerie Am Fischmarkt
- 1998 Hamburg, Stern, Seeing the World
- 1999 Berlín, Deutsches Historisches Museum, Bonn, Kunstmuseum and Galerie der Stadt Stuttgart, Seeing the World
- 2000 Paříž, Paris Photo, Galerie Priska Pasquer, The Perennial Eye
- 2001 Berlín, Galerie Brusberg/Der Spiegel, The Sixties
- 2001 Paříž, Paris Photo, Galerie Priska Pasquer, Timescape
- 2002 Berlín, Willy Brandt Haus, Willy Brandt
- 2002 Berlín, Galerie Brusberg/Willy Brandt Haus, The Sixties
- 2002 Leipzig, The Sixties
- 2002 Paříž, Paris Photo, Galerie Priska Pasquer, Massimo Passacaglia
- 2003 Bonn, Friedrich-Ebert-Stiftung
- 2003 Osnabrück, Kunsthalle Dominikanerkirche
- 2003 Halle, Galerie Kommode
- 2003 Karlsruhe
- 2003 Eisenach, Stadtschloss
- 2003 Göttingen, Künstlerhaus
- 2003 Lübeck, Kunsthaus
- 2003 Prague, City Gallery and Berlin, Deutsches Historisches Museum, Von Körpern und anderen Dingen. Contemporary German Photography
- 2003 Paříž, Paris Photo, Galerie Priska Pasquer, Eye on Eternity
- 2004 Moscow and Bochum, Von Körpern und anderen Dingen. Contemporary German Photography
- 2013 Berlín, Willy-Brandt-Haus, Puro Pueblo. Chile 1971–73.[17]
- 2013 Berlín, Johanna Breede, Frauen / Women.[18]
- 2014 Berlín, Johanna Breede, Men / Männer.[19]
- 2015 Berlín, Johanna Breede, The Window – Das Fenster.[20]
- 2016 Berlín, Academy of Arts, DEMO:POLIS.[21]
- 2016 Berlín, Johanna Breede, Vis-à-Vis.[22]
- 2017 Berlín, Johanna Breede, Favorite Images / Lieblingsbilder.[23]
- 2018 Murnau, Kunststiftung Petra Benteler, Im Blauen Land.[24]
- 2021 Köln, Van der Grinten Galerie, Im Dialog mit Joseph Beuys.[25]